# Agató de Constantinoble
Agató (grec antic: Ἀγάθων, llatí: Agathon) va ser un clergue que primer va ocupar el càrrec de lector i després el de bibliotecari a Constantinoble.
L'any 680 com a primer lector va ser notari al Concili general de Constantinoble, convocat per l'emperador Constantí IV Pogonat, que va condemnar l'heretgia monotelista. D'aquest Concili en va enviar les còpies de les actes als cinc patriarques, el papa de Roma, el patriarca de Constantinoble, el patriarca d'Alexandria, el patriarca d'Antioquia i el patriarca de Jerusalem. Va escriure un opuscle l'any 712 en contra de l'Emperador Filípic Bardanes que va regnar entre el 711 i el 713 i que volia restaurar el monotelisme.